# پرچم اتحادیه عرب
پرچم اتحادیه عرب شامل یک درفش سبزرنگ است که شعار اتحادیه عرب را دربردارد.